# جوناثان ونايت (مغني)
جوناثان ونايت (بالإنجليزية: Jonathan Knight)‏ هو تطوير عقاري ومغني أمريكي، ولد في 29 نوفمبر 1968 في ورسستر في الولايات المتحدة.

## وصلات خارجية
- الموقع الرسمي
- جوناثان ونايت على موقع IMDb (الإنجليزية)
- جوناثان ونايت على موقع ميوزك برينز (الإنجليزية)
- جوناثان ونايت على موقع إن إن دي بي (الإنجليزية)
- جوناثان ونايت على موقع ديسكوغز (الإنجليزية)
- جوناثان ونايت على موقع قاعدة بيانات الفيلم (الإنجليزية)